# إيدو زانكي
ايدو زانكي (بالألمانية: Edo Zanki)‏ (1952 - 2019)، هو موسيقي ومغني ومنتج ألماني.

## روابط خارجية
- إيدو زانكي على موقع IMDb (الإنجليزية)
- إيدو زانكي على موقع ميوزك برينز (الإنجليزية)
- إيدو زانكي على موقع أول ميوزيك (الإنجليزية)
- إيدو زانكي على موقع ديسكوغز (الإنجليزية)
- إيدو زانكي على موقع ديسكوغز (الإنجليزية)
- إيدو زانكي على موقع كينوبويسك (الروسية)